# Yougoslavie aux Jeux olympiques d'hiver de 1956
Cet article contient des informations sur la participation et les résultats de la Yougoslavie aux Jeux olympiques d'hiver de 1956, qui ont eu lieu à Cortina d'Ampezzo en Italie. Il s'agit de la dernière participation du pays aux Jeux olympiques d'hiver avant son retour 8 ans plus tard à Innsbruck. 

## Résultats

### Saut à ski
| Athlète       | Épreuve         | Saut 1   | Saut 1 | Saut 1 | Saut 2   | Saut 2 | Saut 2 | Total  | Total |
| Athlète       | Épreuve         | Distance | Points | Rang   | Distance | Points | Rang   | Points | Rang  |
| ------------- | --------------- | -------- | ------ | ------ | -------- | ------ | ------ | ------ | ----- |
| Janez Gorišek | Tremplin normal | 63,5 m   | 81,5   | 50     | 63,5 m   | 80,5   | 47     | 162,0  | 50    |
| Albin Rogelj  | Tremplin normal | 71,0 m   | 94,0   | 31     | 74,5 m   | 98,5   | 18     | 192,5  | 23    |
| Janez Polda   | Tremplin normal | 74,5 m   | 96,5   | 27     | 74,0 m   | 95,0   | 24     | 191,5  | 24    |
| Jože Zidar    | Tremplin normal | 75,0 m   | 99,5   | 23     | 74,0 m   | 94,5   | 25     | 194,0  | 22    |

### Ski alpin

#### Hommes
| Athlète        | Épreuve      | Manche 1     | Manche 1 | Manche 2     | Manche 2 | Total        | Total |
| Athlète        | Épreuve      | Temps        | Rang     | Temps        | Rang     | Temps        | Rang  |
| -------------- | ------------ | ------------ | -------- | ------------ | -------- | ------------ | ----- |
| Jože Ilija     | Descente     |              |          |              |          | Disqualifié  | –     |
| Ludvig Dornik  | Descente     |              |          |              |          | 3 min 41 s 1 | 29    |
| Franc Cvenkelj | Descente     |              |          |              |          | 3 min 28 s 5 | 22    |
| Jože Ilija     | Slalom géant |              |          |              |          | 3 min 44 s 8 | 51    |
| Ludvig Dornik  | Slalom géant |              |          |              |          | 3 min 42 s 4 | 47    |
| Franc Cvenkelj | Slalom géant |              |          |              |          | 3 min 33 s 7 | 40    |
| Jože Ilija     | Slalom       | 2 min 17 s 5 | 52       | 2 min 22 s 3 | 33       | 4 min 39 s 8 | 43    |
| Franc Cvenkelj | Slalom       | 1 min 58 s 3 | 42       | 2 min 28 s 6 | 40       | 4 min 26 s 9 | 42    |
| Ludvig Dornik  | Slalom       | 1 min 49 s 3 | 35       | 2 min 13 s 4 | 25       | 4 min 02 s 7 | 28    |

#### Femmes
| Athlète        | Épreuve      | Manche 1     | Manche 1 | Manche 2     | Manche 2 | Total        | Total |
| Athlète        | Épreuve      | Temps        | Rang     | Temps        | Rang     | Temps        | Rang  |
| -------------- | ------------ | ------------ | -------- | ------------ | -------- | ------------ | ----- |
| Slava Zupančič | Descente     |              |          |              |          | 1 min 54 s 5 | 28    |
| Slava Zupančič | Slalom géant |              |          |              |          | 2 min 07 s 9 | 32    |
| Slava Zupančič | Slalom       | 1 min 35 s 0 | 36       | 1 min 08 s 5 | 23       | 2 min 43 s 5 | 32    |

### Ski de fond
| Épreuve | Athlète          | Course        | Course |
| Épreuve | Athlète          | Temps         | Rang   |
| ------- | ---------------- | ------------- | ------ |
| 15 km   | Matevž Kordež    | 57 min 09     | 49     |
| 15 km   | Cveto Pavčič     | 56 min 55     | 47     |
| 15 km   | Janez Pavčič     | 56 min 41     | 45     |
| 15 km   | Zdravko Hlebanja | 56 min 32     | 43     |
| 30 km   | Janez Pavčič     | Disqualifié   | –      |
| 30 km   | Štefan Robač     | 2 h 03 min 55 | 45     |
| 30 km   | Zdravko Hlebanja | 2 h 01 min 47 | 42     |
| 30 km   | Matevž Kordež    | 1 h 57 min 48 | 32     |
| 50 km   | Štefan Robač     | Disqualifié   | –      |

| Athlètes                                                 | Course        | Course |
| Athlètes                                                 | Temps         | Rang   |
| -------------------------------------------------------- | ------------- | ------ |
| Zdravko Hlebanja Cveto Pavčič Matevž Kordež Janez Pavčič | 2 h 33 min 45 | 13     |

| Épreuve | Athlète           | Course    | Course |
| Épreuve | Athlète           | Temps     | Rang   |
| ------- | ----------------- | --------- | ------ |
| 10 km   | Biserka Vodenlič  | 46 min 28 | 36     |
| 10 km   | Nada Birko-Kustec | 46 min 03 | 35     |
| 10 km   | Mara Rekar        | 45 min 36 | 33     |
| 10 km   | Amalija Belaj     | 45 min 32 | 32     |

| Athlètes                                         | Course        | Course |
| Athlètes                                         | Temps         | Rang   |
| ------------------------------------------------ | ------------- | ------ |
| Amalija Belaj Biserka Vodenlič Nada Birko-Kustec | 1 h 18 min 54 | 9      |

## Référence
- (en) Cet article est partiellement ou en totalité issu de l’article de Wikipédia en anglais intitulé « Yugoslavia at the 1956 Winter Olympics » (voir la liste des auteurs).